# Foresta di Perućica
La foresta di Perućica (in bosniaco šuma Perućica) è una delle ultime foreste vergini d'Europa e si trova all'interno del parco nazionale di Sutjeska, in Bosnia ed Erzegovina nei pressi del confine con il Montenegro.

## Descrizione
La foresta si estende per 1 434 ettari attorno al fiume omonimo e si sviluppa su un settore altitudinale compreso tra 500 m, corrispondente al canyon del fiume Sutjeska, e 1800 m s.l.m., alle pendici del monte Maglić. Amministrativamente la foresta si trova nel comune di Foča, nell'omonima regione della Repubblica Serba di Bosnia ed Erzegovina.
La maggior parte della superficie si trova nella valle del fiume Perućica, caratterizzata da una topografia di tipo montuosa. La geologia del suolo è prevalentemente calcarea sulle pendici dei monti, mentre nelle valli prevalgono per lo più arenarie e argille. Il fiume Perućica dà origine alla cascata di Skakavac che con 75 m di salto è una della maggiori del Paese.
Parecchi alberi hanno un'età superiore ai 300 anni e si stima che la foresta esista da 20 000 anni.
Per l'estensione della foresta nonché per la dimensione degli alberi e per la diversità della flora, l'area è stata oggetto di studi sin dal 1938 e nel 1952 ad un'area di 1 234 ettari fu conferito uno status speciale come "oggetto di ricerca scientifica", estesa poi di altri 200 ettari nel 1954. Il 9 febbraio 1962 fu istituito il parco nazionale di Sutjeska che comprendeva la foresta di Perućica, tutelata come una riserva naturale integrale, che implica che pochissime attività umane vi sono consentite.
La foresta è visitabile solo accompagnati dal personale del parco.
In quanto una delle ultime foreste vergini d'Europa, è un sito protetto dall'UNESCO.

### Flora

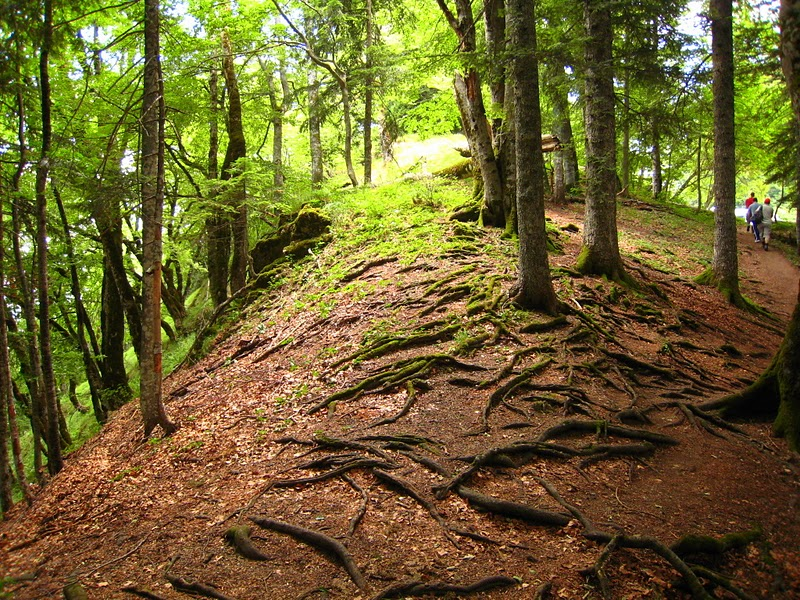
Il sottobosco della foresta.

La foresta è caratterizzata da una flora molto variegata e lussureggiante; sono presenti infatti 2 600 specie di piante vascolari di cui 1 000 piante erbacee e 170 alberi e arbusti.
Ad altitudini inferiori ai 1000 m la foresta è dominata dalle latifoglie come la roverella (Quercus pubescens) e altre specie di quercia oltre che il tiglio tomentoso (Tilia tomentosa), il tiglio nostrano (Tilia platyphyllos), il carpino nero (Ostrya carpinifolia), il carpino orientale (Carpinus orientalis) e l'ontano nero (Alnus glutinosa). Tra i 1 000 e i 1600 m prevalgono invece gli abeti e i faggi, tra cui l'abete bianco (Abies alba) e il faggio comune (Fagus sylvatica) e meno frequentemente, l'abete rosso (Picea abies), l'acero di monte (Acer pseudoplatanus), l'olmo montano (Ulmus glabra) e il frassino maggiore (Fraxinus excelsior).
All'interno della foresta si trova uno degli abeti rossi più alti al mondo, denominato "Vlado". Questo era storicamente ritenuto il più alto del mondo secondo una vecchia misurazione di 63 m, tuttavia nuove misurazioni lo hanno abbassato a 57,80 m perdendo il primato di altezza sebbene venga annoverato tra i più grandi in termini di diametro (190 cm) e circonferenza al tronco (5,90 m a 1,3 m dal suolo). L'età stimata dell'abete Vlado è di 350 anni.
Oltre "Vlado" sono conosciuti altri abeti rossi monumentali, tra cui le "tre sorelle". Il maggiore dei tre è stato abbattuto tempo fa e si stimava fosse alto 62 m e avesse 300 anni di età dall'analisi del tronco ancora presente nel parco. La seconda delle "tre sorelle" è un abete di 49,50 m, mentre la terza raggiunge i 47 m.
Sono presenti inoltre il terzo abete bianco più alto del mondo (54,80 m) e un faggio di 44 m.

### Fauna
La fauna della zona è molto variegata. Vi si trovano orsi, linci, camosci, lontre, cinghiali, lupi, martore, gatti selvatici, volpi e capre selvatiche, oltre a varie specie di uccelli, tipici soprattutto nei pressi dei laghi del monte Zelengora e nelle zone umide presenti nel parco di Sutjeska.
Caratteristici sono i camosci dei Balcani, in passato utilizzati in progetti di ripopolamento in altri areali storici della ex-Jugoslavia.